# Distretto di Börílí
Il distretto di Börílí (in kazako: Бөрілі ауданы) è un distretto (audan) del Kazakistan con  capoluogo Aqsaj.